# Tokunagaia pseudorowensis
Tokunagaia pseudorowensis är en tvåvingeart som beskrevs av Makarchenko 2004. Tokunagaia pseudorowensis ingår i släktet Tokunagaia och familjen fjädermyggor. Inga underarter finns listade i Catalogue of Life.